# Protalebrella panamensis
Protalebrella panamensis är en insektsart som beskrevs av Young 1957. Protalebrella panamensis ingår i släktet Protalebrella och familjen dvärgstritar.
Artens utbredningsområde är Panama. Inga underarter finns listade i Catalogue of Life.